# 31 tháng 1
Ngày 31 tháng 1 là ngày thứ 31 trong lịch Gregory. Còn 334 ngày trong năm (335 ngày trong năm nhuận).

## Sự kiện
- 314 – Bắt đầu giáo triều của Giáo hoàng Sylvestrô (Latinh: Sylvester I), giáo hoàng thứ 33 của Giáo hội Công giáo Rôma.
- 1542 – Chinh tướng Alvar Núñez Cabeza de Vaca trở thành người châu Âu đầu tiên khám phá thác Iguazu tại Nam Mỹ.
- 1606 – Âm mưu thuốc súng: Guy Fawkes bị hành quyết do âm mưu chống lại Quốc hội Anh và Quốc vương James I.
- 1856 – Nội chiến Hoa Kỳ: Robert E. Lee trở thành Tướng tư lệnh của Liên minh Miền Nam.
- 1928 – Lev Trotsky bị trục xuất tới Almaty, Kazakhstan.
- 1942 – Chiến tranh thế giới thứ hai: Chiến dịch Mã Lai kết thúc với chiến thắng của Nhật Bản, quân Thịnh vương chung Anh triệt thoái tới Singapore
- 1945 – Chiến tranh thế giới thứ hai: Trận Bataan bắt đầu tại Philippines giữa Đồng Minh và Nhật Bản.
- 1946 – Chính quyền Việt Nam Dân chủ Cộng hòa lần đầu tiên phát hành tiền đồng, thay thế đồng bạc Đông Dương.
- 1958 – Nhà khoa học không gian người Mỹ James Van Allen phát hiện ra Vành đai bức xạ Van Allen.
- 1961 – Hoa Kỳ chính thức áp đặt lệnh cấm vận đối với Cuba… Và đến nay, lệnh cấm vận này vẫn còn có hiệu lực và là lệnh cấm vận thương mại lâu dài nhất trong lịch sử hiện đại...
- 1968
  - Nauru giành được độc lập từ Úc.
  - Sự kiện Tết Mậu Thân: Mặt trận Dân tộc Giải phóng miền Nam Việt Nam tấn công Đại sứ quán Hoa Kỳ tại Sài Gòn vào sáng sớm. Và trong sự kiện Tết Mậu Thân năm 1968, quân giải phóng miền Nam chiếm được kỳ đài (ở kinh thành Huế hay còn gọi là cột cờ Cố đô Huế) và lá cờ của Mặt trận Dân tộc Giải phóng miền Nam Việt Nam được kéo lên trong 26 ngày đêm.
- 1977 – Tổng thống Pháp Valéry Giscard d'Estaing khánh thành Trung tâm nghệ thuật và văn hóa quốc gia Georges-Pompidou tại Paris.
- 1984 – Liên đoàn bóng đá Đông Nam Á được thành lập với sáu thành viên là Brunei, Indonesia, Malaysia, Philippines, Singapore và Thái Lan.
- 1990 – Cửa hàng McDonald's đầu tiên xuất hiện ở trên quảng trường Pushkin của Moscow. Biểu tượng kết thúc của Liên Xô.
- 2013 – Vụ nổ Torre Ejecutiva Pemex tại Torre Ejecutiva Pemex tại thành phố Mexico khiến ít nhất 33 người thiệt mạng và trên 100 người bị thương.
- 2020 – Vương quốc Liên hiệp Anh và Bắc Ireland rời khỏi Liên minh châu Âu.

## Sinh
- 877 – Vương Kiến, quốc vương của Cao Ly, tức 14 tháng 1 năm Đinh Dậu (m. 943)
- 1543 – Tokugawa Ieyasu, tướng quân của Nhật Bản, tức 26 tháng 12 năm Nhâm Dần (m. 1616)
- 1793 – Joseph Paul Gaimard, bác sĩ phẫu thuật, nhà động vật học người Pháp (m. 1858).
- 1797 – Franz Schubert, nhà soạn nhạc người Áo (m. 1828)
- 1820 – Eugen Ludwig Hannibal von Delitz, tướng lĩnh Phổ (m. 1888)
- 1841 – Paul von Collas, tướng lĩnh Phổ (m. 1910)
- 1868 – Theodore William Richards, nhà hóa học người Mỹ, đoạt giải Nobel (m. 1928)
- 1881 – Irving Langmuir, nhà hóa học người Mỹ, đoạt giải Nobel (m. 1957)
- 1902 – Alva Myrdal, nhà xã hội học và chính trị gia người Thụy Điển, đoạt giải Nobel (m. 1986)
- 1911 – Baba Vanga, nhà tiên tri mù người Bulgaria.
- 1919 – Jackie Robinson, cầu thủ bóng chày người Mỹ (m. 1972)
- 1929 – Rudolf Mößbauer, nhà vật lý học người Đức, đoạt giải Nobel (m. 2011)
- 1935 – Ōe Kenzaburo, tác gia người Nhật Bản, đoạt giải Nobel
- 1938 – Beatrix, nữ vương của Hà Lan
- 1941 – Jessica Walter, diễn viên Mỹ (m. 2021)
- 1967
  - Ôn Bích Hà, diễn viên người Hồng Kông
  - Vương Tổ Hiền, diễn viên người Đài Loan-Hồng Kông
- 1971 – Lee Young Ae, diễn viên người Hàn Quốc
- 1975 – Preity Zinta, diễn viên người Ấn Độ
- 1980 – Jurica Vranješ, cầu thủ bóng đá người Croatia
- 1981 – Justin Timberlake, ca sĩ, vũ công, diễn viên người Mỹ ('N Sync)
- 1984 – Vladimir Bystrov, cầu thủ bóng đá người Nga
- 1994 – Kenneth Zohore, cầu thủ bóng đá người Đan Mạch
- 1993 – Tristan Đỗ, cầu thủ bóng đá người Thái Lan-Pháp-Việt Nam
- 1995 – Sten Olmre, vận động viên bóng rổ người Estonia
- 1997 – Cho Mi-yeon, ca sĩ Hàn Quốc, thành viên nhóm nhạc (G)I-DLE

## Mất
- 1435 – Chu Chiêm Cơ, tức Minh Tuyên Tông hay Tuyên Đức Đế, hoàng đế của triều Minh, tức ngày Ất Hợi (3) tháng 1 năm Ất Mão (s. 1398)
- 1606 – Guy Fawkes, binh sĩ người Anh (s. 1570)
- 1729 – Jakob Roggeveen, nhà thám hiểm người Hà Lan (s. 1659)
- 1828 – Alexander Ypsilantis, tướng lĩnh người Hy Lạp (s. 1792)
- 1844 – Henri Gatien Bertrand, tướng lĩnh người Pháp (s. 1773)
- 1856 – Đạt-lại Lạt-ma thứ 11 (s. 1838)
- 1888 – Gioan Bosco, thầy tu người Ý, sáng lập dòng Salêdiêng Don Bosco (s. 1815)
- 1892 – Charles Spurgeon, nhà thuyết giáo và truyền giáo người Anh Quốc (s. 1834)
- 1933 – John Galsworthy, tác gia và nhà soạn kịch người Anh Quốc, đoạt giải Nobel (s. 1867)
- 1955 – John Mott, lãnh đạo YMCA người Mỹ, đoạt giải Nobel (s. 1865)
- 1968
  - Lê Tấn Quốc, quân nhân người Việt Nam
  - Trương Hoàng Thanh, quân nhân người Việt Nam
- 1969 – Meher Baba, guru và nhà thần bí người Ấn Độ (s. 1894)
- 1973 – Ragnar Frisch, nhà kinh tế học người Na Uy, đoạt giải Nobel (s. 1895)
- 2008 – Hoàng Châu Ký, nhà văn hóa, nhà văn, nhà nghiên cứu sân khấu người Việt Nam (s. 1921)
- 2011 – Nguyễn Tôn Nhan, tác giả người Việt Nam (s. 1948)
- 2013 – Giacôbê Nguyễn Văn Mầu, giám mục người Việt Nam (s. 1914)

## Những ngày lễ và kỷ niệm
- 31 tháng 1 năm 2003: Gặp nhau cuối năm – Táo Quân lên sóng